# Eduardo Víctor Haedo
Eduardo Víctor Haedo (Mercedes, 28 de julio de 1901 - Punta del Este, 15 de noviembre de 1970) fue un periodista, pintor y político uruguayo perteneciente al Partido Nacional que se desempeñó como presidente del Consejo Nacional de Gobierno entre 1961 y 1962.

## Biografía
Nacido bajo la condición de hijo natural en un medio en el que estas circunstancias no solían ser perdonadas, su familia vio acrecentado su aislamiento social en función de que también su abuela y su bisabuela habían sido madres sin haber contraído matrimonio.
De joven trabajó en la prensa escrita en su ciudad natal, tarea que seguiría desarrollando, incluso cuando se dedicó a la actividad política. Se desempeñó como diputado por el departamento de Soriano, fue seis veces senador, fue ministro de Instrucción Pública y miembro del Consejo Nacional de Gobierno, el que presidió durante un año. En su actuación como Ministro presentó el proyecto para crear la Facultad de Humanidades dentro de la Universidad de la República; también fue el autor del proyecto de creación de la Comedia Nacional. Propulsó la Ley 9.739, de 17 de diciembre de 1937, de derechos de autor, conocida como Ley Haedo y que cumplió un importante papel en la defensa de los derechos de autor. Actualmente complementada por la Ley 17.616.
En su casa de Punta del Este, llamada "La azotea", recibió a numerosas personalidades, entre otros al Che Guevara. También desfilaron personalidades como Juana de Ibarbourou, Pablo Neruda, Luis Sandrini, Mirtha Legrand, Benito Nardone, César Batlle Pacheco, Arturo Frondizi, Juan Domingo Perón, Alfonsina Storni, entre otros. 
En 1937 creó la Revista Nacional para dar espacio a la literatura, el arte y las ciencias. Creó los Cursos Internacionales de Vacaciones para el intercambio cultural y educativo de Iberoamérica. Impulsó la creación de una escuela al aire libre en cada departamento. Su más resonada actuación parlamentaria lo constituyó su muy firme rechazo a la instalación de bases militares extranjeras en el Uruguay.
Desarrolló una intensa actividad en el campo de las relaciones internacionales: presidente de la delegación uruguaya en la XV Asamblea General de las Naciones Unidas, en Nueva York (1960); presidente de la reunión de Punta del Este en que se fundara la «Alianza para el Progreso» (1961); promotor de las relaciones de los países de la cuenca del Plata, y de los puentes fluviales entre Uruguay y Argentina

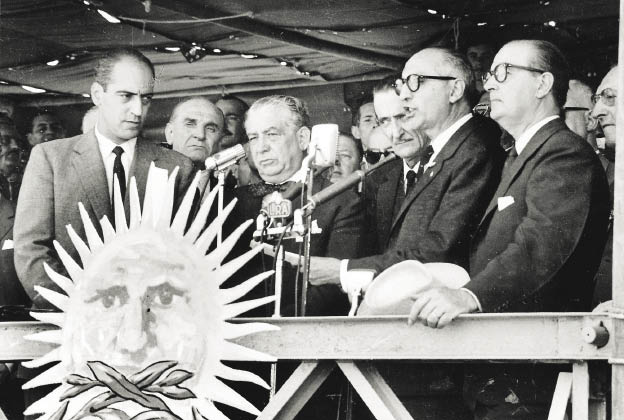
Eduardo Víctor Haedo (en el centro de la fotografía) junto al presidente argentino Arturo Frondizi, en un acto conmemorativo del sesquicentenario de la Revolución de Mayo, 25 de mayo de 1960.

Falleció el 15 de noviembre de 1970, mientras daba una entrevista al periodista Ignacio Suárez.

## Homenajes
- Una calle de Montevideo, en los barrios Cordón y Tres Cruces, lleva el nombre de Eduardo Víctor Haedo.
- Una calle que cruza el centro de Asunción, en Paraguay, también lleva el nombre de Eduardo Víctor Haedo.
- El Liceo Nº4 de Maldonado lleva el nombre de Eduardo Víctor Haedo.